# Ынталы (Павлодарская область)
Ынталы (каз. Ынталы) — село в Теренкольском районе Павлодарской области Казахстана. Входит в состав Теренкольского сельского округа. Код КАТО — 554830200.

## Население
В 1999 году население села составляло 318 человек (172 мужчины и 146 женщин). По данным переписи 2009 года, в селе проживало 213 человек (116 мужчин и 97 женщин).